# Борреро, Антонио
Антонио Мария Висенте Нарсисо Борреро-и-Кортасар (исп. Antonio María Vicente Narciso Borrero y Cortázar; 29 октября 1827, Куэнка — 9 октября 1911, Кито) — эквадорский политик. Президент Эквадора (1875—1876).

## Биография
Начальное образование получил в родном городе. Степень по праву получил в Кито. 
C 1863 по 1864 год являлся вице-президентом Эквадора. 
Возглавлял страну в течение короткого срока (чуть больше года), после чего был отстранен от власти в результате мятежа во главе с Игнасио Веинтемильею. Впоследствии был выслан из страны и долго жил в Перу и Чили. После свержения режима Веинтемильи в 1883 году Борреро смог вернуться на родину, где занимался юридической практикой, а также работал журналистом и писал книги.
Его администрация поддерживала свободные выборы, свободу прессы и гарантировала личные права.